# Space Telescope Science Institute
Lo Space Telescope Science Institute (STScI) è un centro operativo di osservatori e di ricerca astronomica gestito dall'Associazione delle Università per la Ricerca Astronomica (AURA) statunitense per conto della NASA, situato a Baltimora all'Università Johns Hopkins. La sua finalità è incanalare l'eccellenza nella ricerca astronomica e le migliori tecnologie (stato dell'arte) al fine di progettare innovativi osservatori spaziali.
Fondato nel 1981, l'istituto ha sviluppato e segue il programma scientifico per il telescopio spaziale Hubble (HST) dal suo lancio nel 1990 ad oggi. Attualmente, lo STScI sta sviluppando nuove tecnologie dedicate al telescopio spaziale James Webb (JWST), il cui lancio è previsto a fine ottobre 2021 e del quale gestirà le osservazioni. Lo STScI sta anche sviluppando importanti innovazioni per il futuro telescopio spaziale ad infrarossi Wide Field Infrared Survey Telescope (WFIRST) il cui lancio è previsto per gli anni 2020 e concretizza lo sviluppo concettuale per le future grandi missioni oltre il 2030.
STScI opera, oltre che per conto della NASA, anche per la comunità astronomica globale, sensibilizzando il pubblico ed i media di tutto il mondo con i risultati delle proprie ricerche; relaziona le proprie missioni ed incentiva programmi educativi e borse di studio, interagisce con musei scientifici, siti web dedicati ad indirizzo astrofisico e concernenti i programmi NASA. Queste attività favoriscono la diffusione e lo scambio delle informazioni tra le comunità di utenti al fine di massimizzare la produttività scientifica delle strutture in cui STScI opera rispondendo alle esigenze della comunità e della NASA.
Direttrice dell'istituto da febbraio 2024 è Jennifer Lotz, che copre l'incarico per un periodo quinquennale dopo Nancy A. Levenson, che ha rivestito tale posizione ad interim per un breve periodo quando subentrò nel 2022 all'astronomo Kenneth R. Sembach. La Lotz è stata direttrice dell'osservatorio Gemini ed ha guidato il programma osservativo Hubble Frontier Fields.

## Missioni di supporto STScI
- Hubble
- JWST
- Kepler/TESS
- WFIRST